# Слободка (Междуреченский район)
Слободка — деревня в Междуреченском районе Вологодской области.
Входит в состав Туровецкого сельского поселения, с точки зрения административно-территориального деления — в Туровецкий сельсовет.
Расстояние по автодороге до районного центра Шуйского — 44 км, до центра муниципального образования Туровца — 31 км. Ближайшие населённые пункты — Воробьево, Дороватка, Нижний Починок.
По переписи 2002 года население — 11 человек.